# Желтогузый цветоед
Желтогузый цветоед (лат. Pachyglossa chrysorrhea) — вид певчих птиц семейства цветоедовых.

## Таксономия
В составе вида выделяют два подвида:
- Pachyglossa chrysorrhea chrysorrheum Temminck, 1829 —  номинативный, обитает в южной части Таиланда, Западной Малайзии, Сингапуре, на Суматре, Борнео, Бали и Яве.
- Pachyglossa chrysorrhea chrysochlore Blyth, 1895 — предгорье Гималаев от Непала до северо-восточной Индии (Ассам), восточный Бангладеш (Читтагонгский горный район), Мьянма, южный Китай (западный и южно-восточный Юньнань), Индокитай, южный и центральный Таиланд (Кра)[3].

Латинское название вида происходит от греческих слов khrusos — «золотой» и orrhos — «охвостье», «гузка».

## Описание

### Внешний вид
Желтогузый цветоед достигает длины 9-10 см и массы от 9 до 10 г.
У самцов номинативного подвида оперение верхней части тела (крылья, спина, хвост, верхняя часть головы) ярко-оливково-зелёное. Рулевые и маховые перья чёрные. Участок между глазами и клювом серовато-белый. Горло, грудь и брюшко белые с чёрными прожилками. Подхвостье ярко-жёлтое или оранжевое.
Радужка глаз оранжевая либо оранжево-красная, клюв и ноги тёмно-серые.
Самки в целом похожи на самцов, отличает их в первую очередь менее яркое подхвостье.
Молодые особи имеют более тусклое оперение на верхней части тела; нижняя часть тела у них сероватая; прожилки серовато-коричневые, менее выраженные. Клюв светлый с тёмным кончиком.
Подвид P. c. chrysochlore отличается желтовато-белым брюшком с более выраженными прожилками. Подхвостье ярко-золотисто-жёлтое.

### Голос
Резкое металлическое «цви-цви», высокое «суи-суи», выразительное «чип-чип-чип» или же мягкое щебетание.

## Распространение
Обитает как в равнинных, низкогорных и холмистых диптерокарповых лесах, в том числе во вторичных, во влажных лиственных, аллювиальных, торфяно-болотных и верещатниковых лесах и на их опушках, в открытых джунглях, редколесьях, на старых каучуковых плантациях, в заростниках альбиции, в садах и огородах. Особенно часто встречается там, где произрастают лорантовые растения, что в целом типично для всего рода.
В Непале держится на высоте до 245 м над уровнем моря, в Мьянме — до 1500 м, в Лаосе — до 1300 м, на Малайском полуострове — до 870 м (редко до 1300 м), на Суматре — до 700 м, на Борнео — до 1700 м, а в Бутане поднимается на высоту более 2000 м.
Наблюдается ежегодная миграция из Сингапура на Малайский полуостров.
Точное число особей неизвестно, но в целом популяция считается стабильной. В Индии вид обычен; в Непале, Бутане, Бангладеше, на Суматре, Яве и Бали редок (в частности, на Бали была официально зафиксирована только одна особь на территории национального парка Бали-Барат). На остальной части ареала встречается не слишком часто, но не редок. Помимо Бали-Барата, обитает на таких охраняемых территориях, как Казиранга, Кхауяй, Донгнай.

## Биология
Питается плодами лорантовых и фиговых растений, ягодами мунтингии, нектаром. Помимо этого, поедает маленьких жуков.
В Индии сезон размножения приходится на апрель — август. Молодые особи были замечены в январе в южном Таиланде, в мае и сентябре — в Западной Малайзии. Постройка гнезда занимает около 4—5 дней, в ней участвуют как самка, так и самец. В качестве строительных материалов используются мох, трава, растительные волокна, хлопковый пух и паутина. Гнездо подвешивается к ветке куста или дерева на высоте до 8 м над землёй. В кладке 2—3 белых яйца. В насиживании принимают участие оба родителя.